# 女峰山

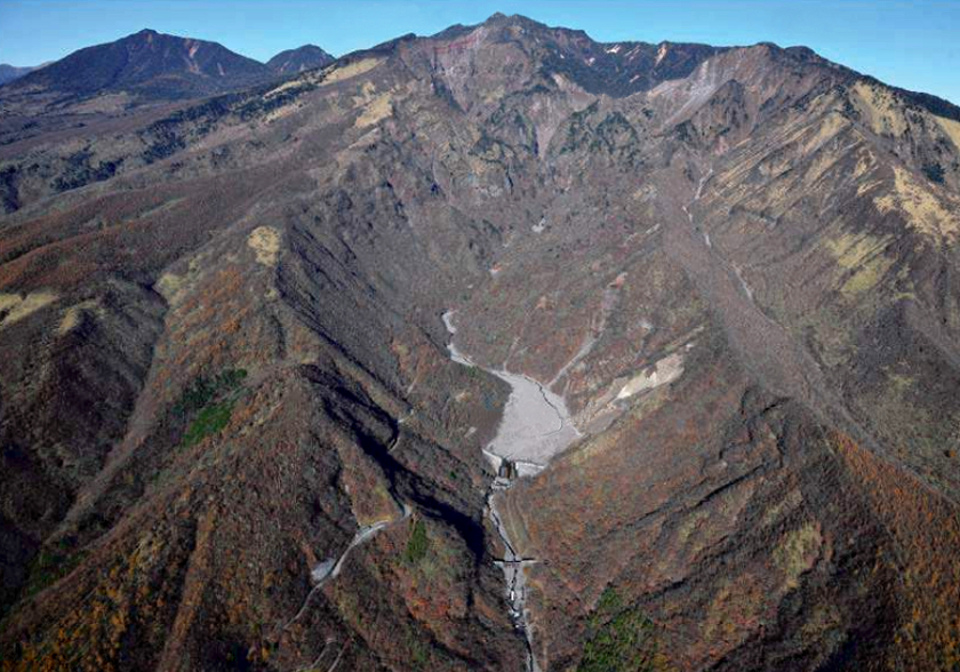
女峰山

女峰山（日语：にょほうさん）是位於日本栃木縣日光市北側，男體山東北約7公里處的一座標高約2,483米的成層火山，是日光三山和日本二百名山之一。女峰山曾是舊日光市和舊栗山村（現在和日光市合併）交界處的山峰，又稱女貌山、女體山。日本國內女峰山以東沒有比女峰山更高的地點。在女峰山山頂可眺望日光連山、会津、越後、那須、筑波山、富士山等山峰。